# Atlascopcosaurus
Atlascopcosaurus foi um dinossauro que viveu há cerca de 130 milhões de anos. Este dinossauro foi descoberto em Dinosaur Cove, no sul da Austrália. O Atlascopcosaurus era um pequeno animal, e os poucos restos encontrados indiciam que se parecia com o Hypsilophodon. Recebeu este nome porque a empresa Atlas Copco Corporation, patrocinou a expedição que fez a descoberta.